# Oona Kare
Oona Kare (* 18. März 1990 in Helsinki) ist eine finnische Schauspielerin.

## Leben und Karriere
Kare wurde am 18. März 1990 in Helsinki geboren. Sie studierte an der Copenhagen International School of Performing Arts in Kopenhagen. 2010 nahm sie am Miss Finnland teil. Im selben Jahr zog sie sich aus dem Wettbewerb zurück, als Informationen über ihre Verurteilung wegen Ladendiebstahls an die Öffentlichkeit gelangten. Bekanntheit erlangte sie durch ihre Rolle als Marianna Kurki in der finnischen Fernsehserie Salatut elämät, in der sie von 2013 bis 2017 auftrat. 2023 kehrte sie nach einer mehrjährigen Pause in die Serie zurück. Anschließend war sie in der Serie Exit zu sehen. 2024 trat sie in Murha Hangossa auf.

## Filmografie
Filme
- 2004: Capone

Serien
- 2013–2023: Salatut elämät
- 2017: Putous
- 2017: Pihlajakadun tuhmat tädit
- 2018: Kummeli esittää: Kontio & Parmas
- 2022: Hymyä!
- 2022: Exit
- 2024: Murha Hangossa